# Mohan Kapur
Mohan Kapur, né le 27 octobre 1965, est un acteur et animateur télé indien qui travaille principalement dans les films et la télévision hindi.

## Biographie

### Carrière
Mohan Kapur est connu pour être la première personnalité de télévision en Asie du Sud à avoir animé le premier programme original sud-asiatique produit par un réseau satellite (Zee TV), Saanp Seedi. Saanp Seedi a été la première et la seule série télévisée lancée par satellite dans la région Asie-Pacifique de 1992 à 1994, qui comprenait le Pakistan, le Népal et le Sri Lanka. Son succès à la télévision l'a propulsé dans l'industrie cinématographique indienne, son premier rôle étant l'antagoniste principal de Beqabu (1996), ce qui lui a permis de se construire une carrière et d'apparaitre dans plus de 60 films et séries télévisées.
Mohan Kapur est également connu pour son travail en tant que doubleur et a doublé de nombreux acteurs hollywoodiens, dont Dwayne Johnson, Tom Hardy, Nicolas Cage et Jackie Chan.
Il prête également sa voix à Doctor Strange en version hindi au sein de l'univers cinématographique Marvel. En 2021, il a été choisi pour interpréter Yusuf Khan dans la série Miss Marvel ainsi que dans The Marvels,.

### Vie privée
Mohan Kapur parle couramment l'anglais, le pendjabi et l'hindi.

## Filmographie

### Cinéma
- 1996 : Beqabu : Zanjarh Singh
- 1997 : Zameer: The Awakening of a Soul
- 1997 : Pyaar Mein Kabhi Kabhi
- 1998 : Angaaray
- 2002 : Deewangee
- 2011 : Haunted -3D
- 2011 : Game
- 2011 : Bodyguard
- 2011 : Soundtrack
- 2012 : Bittoo Boss
- 2012 : Hate Story
- 2012 : Life's Good
- 2012 : Raaz 3 : Dr Vikramaditya Verma
- 2013 : Jolly LLB
- 2013 : Inkaar
- 2013 : Sooper Se Ooper
- 2014 : Creature 3D : Dr Moga
- 2014 : Happy New Year
- 2014 : Zid
- 2015 : I : Sushil
- 2015 : Kamasutra 3D
- 2017 : Manjha : le mari de Veena
- 2018 : Yamla Pagla Deewana: Phir Se
- 2018 : Mitron : le père de Richa
- 2018 : Heartbeats
- 2019 : Mission Mangal
- 2019 : 377 Ab Normal
- 2020 : Sadak 2
- 2020 : London Confidential
- 2021 : Squad
- 2021 : Urf Ghanta : l'étranger
- 2022 : Life's Good
- 2023 : The Marvels : Yusuf Khan
- 2023 : The Vaccine War

### Télévision
- 1992-1994 : Saanp Seedhi
- 1995-1997 : Surf Wheel of Fortune
- 1995 : Philips Top 10
- 1996 : O Daddy
- 1996-1999 : Hip Hip Hurray
- 1999 : Saturday Suspense
- 2002-2004 : Kittie Party
- 2008 : Zindagi Badal Sakta Hai Hadsaa
- 2010 : CID : Jeevan
- 2010 : Ishaan
- 2010 : 100% De Dana Dan : l'arbitre
- 2010 : Kitani Mohabbat Hai 2 : Rudra Pratap Singhania
- 2012 : Hum Ne Li Hai Shapath : Mr. Yashvardhan
- 2012-2013 : Amrit Manthan : Mr. Oberoi
- 2014 : Everest : le maire Sameer Khanna
- 2017-2018 : Savitri Devi College & Hospital : Dr Anand Malhotra
- 2019 : Hostages : Subramanian
- 2019 : Only for Singles
- 2020 : Black Widows : Lalit
- 2021 : Crime Next Door
- 2022 : Miss Marvel : Yusuf Khan
- 2025 : Daredevil: Born Again : Yusuf Khan